# Antonio Valdoni
Antonio Valdoni, né le 6 février 1834 à Trieste et mort le 7 août 1890 à Milan, est un peintre italien, principalement de paysages alpins et lombards. 

## Biographie
Né en 1834 à Trieste, Antonio Valdoni est un peintre de genre et de paysages.
Actif dans les guerres d'indépendance en tant que partisan de Garibaldi, il s'installe à Milan en 1866. Il étudie la peinture à l'Université de Padoue.
Parmi ses œuvres : Prima della pioggia ; L'Adda nei dintorni di Lecco ; Sul lago d'Olginate ; A Pescate presso Lecco ; Faggi et Stagno. Il expose à Milan et à Naples les œuvres suivantes : Colpo di vento ; Marina ; Barche dell'Adriatico ; A Nervi ; Riviera di Genoa ; À Porto ; Il Ticino a Sesto Calende ; et Boscaglia.
Il meurt en 1890 à Milan.